# Ulf Krüger
Ulf Krüger (* 3. September 1947 in Uelzen) arbeitet als Musiker, Texter, Komponist, Produzent, Autor und Manager in Hamburg.

## Leben
In den 1960er Jahren spielte Ulf Krüger in verschiedenen Beat-Bands unter anderem im Hamburger Star-Club. Von 1969 bis 1973 studierte Krüger Freie Kunst an der Hochschule für Bildende Künste in Hamburg. Es folgten Buch- und Zeitschriftenillustrationen sowie LP-Cover und Cartoons, unter anderem für Henning Venske, Gottfried Böttger, Lonzo, Stephan Remmler, Lonnie Donegan und Leinemann.
Während der 1970er und 1980er Jahre gehörte er als Gründungsmitglied der Gruppe Leinemann an. Bis heute ist er als Urheber sowie als Produzent an mehreren hundert Musiktiteln und Sketchen beteiligt, darunter waren diverse Charterfolge.
Von 1986 bis 2011 war Ulf Krüger mit seiner Firma K&K Center of Beat alleiniger Repräsentant der Fotografin Astrid Kirchherr, für mehrere Jahre vertrat er auch Klaus Voormann. Im Auftrag von Apple Corps recherchierte Krüger für den Hamburg-Teil der Beatles Anthology. Für den Film Backbeat war er als historischer Berater tätig. Krüger war maßgeblich an der Schaffung des Beatles-Platzes und der Ausstellung Beatlemania in Hamburg beteiligt. Er organisierte mehrere Großveranstaltungen (Estrel Beatles Festival Berlin, The Hamburg Sound im Museum für Hamburgische Geschichte). Von 2005 bis 2013 war Ulf Krüger als künstlerischer Leiter für den renommierten John Lennon Talent Award tätig. Seit 2011 arbeitet er wieder verstärkt als Maler und Grafiker.
Wirken in Bands
- 1961–1965: Owl City Washboardmen (Gesang, Gitarre)
- 1963–1964: The Randalls (Gesang)
- 1964–1965: The Resounds (Gitarre, Gesang, Schlagzeug)
- 1965–1966: William Thornton & The Randalls (Schlagzeug, Gesang)
- 1966: Some Folks (Schlagzeug, Gesang)
- 1967–1969: William Thornton & The Chicago Sect (Schlagzeug, Gesang)
- 1969: Jerry Bahrs & His Skiffle Group (Waschbrett, Gesang)
- 1969–1985: Leinemann (Waschbrett, Schlagzeug, Gesang)
- 1972: Krüger’s Nationalpark (mit Otto Waalkes; Waschbrett, Gesang)
- 1976: Rudolf Rock & die Schocker (Gesang)
- 1983–1984: Dirty Dogs (Schlagzeug)
- 1986: The Undertakers (Schlagzeug)
- 1987–1989: The Neil Landon Band (Schlagzeug)
- 1989–1990: UK (Ulf Krüger; Gesang)
- 1995–1998: The Neil Landon Five (Schlagzeug, Gesang)
- 1998–2005: UK Skiffle Group/UK Five (Waschbrett, Schlagzeug, Gesang, Gitarre)
- 2018–2019: Neil Landon Five
- 2019–heute: Red Hot

Mit UK, Leinemann und Rudolf Rock & Die Schocker hatte er diverse Fernsehauftritte u. a. im Musikladen und der ZDF Hitparade.
Wirken als Texter/Komponist (Auswahl)
Bis heute hat Ulf Krüger mehrere hundert auf Tonträger erschienene Titel verfasst. Einige davon erschienen unter dem Pseudonym Sonja Mangold.
- Dieter Hallervorden: Ich bin der schönste Mann in unserer Mietskaserne
- Paso Doble/Blümchen: Herz an Herz
- Paso Doble/Das Modul: Computerliebe (Die Module spielen verrückt)
- Blümchen: Kleiner Satellit
- Jonny Hill: Ruf Teddybär 1-4
- Karl Dall: Der älteste Popper der Stadt
- Lonzo: Die Dinosaurier
- Ina Müller: Kap der Guten Hoffnung
- Peter Schilling: Terra Titanic
- Truck Stop: Mama steht auf Jesus
- Annett Louisan: Vorsicht zerbrechlich
- Leinemann: Volldampfradio
- Ted Herold: Die Besten sterben jung
- Udo Lindenberg: Ich will den Platz in meinem Herzen neu vermieten
- Rudolf Rock & die Schocker

Wirken als Humorist (Auswahl)
- Günter Willumeit: fast alle LPs produziert
- Dieter Hallervorden: div. Sketche
- Jürgen von der Lippe: Guten Morgen Liebe Sorgen produziert
- Olli Dittrich: div. Sketche für RTL Samstag Nacht
- Fips Asmussen: div. Singles (mit Django Seelenmeyer)

Wirken als Produzent (Auswahl)
- Ace Cats: LP Katzen Tanzen durch die Nacht
- Bremen m. Wigald Boning: LP Bremen (mit Klaus Voormann)
- Neil Landon: LP Leben wie ein Maulwurf, div. Singles
- Robert Kreis: Div. LPs (mit Django Seelenmeyer)
- Rocko Schamoni: LP Disco
- Ted Herold: Div. LPs und Singles (mit Django Seelenmeyer)
- Leinemann: Div. LPs und Singles (mit Django Seelenmeyer)
- Tony Sheridan: LP Vagabond

Wirken als Autor
Neben zahlreichen Artikeln u. a. für das Good Times Magazin und Bild am Sonntag erschienen folgende von Ulf Krüger verfasste Bücher:
- 1997: B.I.G. Beatles in Germany: Genesis Publications
- 1999: Hamburg Days (mit Astrid Kirchherr und Klaus Voormann): Genesis Publications
- 1999: Die Ariola Star-Club Aufnahmen: Bear Family Records
- 2006: The Hamburg Sound (mit Ortwin Pelc): Ellert & Richter
- 2007: The Beatles in Hamburg: Ellert & Richter
- 2010: Star-Club || Hannibal
- 2013: The History of Skiffle: Bear Family Records

Künstlerische Aktivitäten ab 2011:
- 2019: Illustrationen für das Buch 'Summa Summarum' von Henning Venske, gleichnamige Ausstellung bei 'Multiple Box' Hamburg
- 2021: Buchveröffentlichung Cartoons "Fisch gestrichen" im KJM Verlag
- 2022: Ausstellung 'Fisch gestrichen' bei 'Multiple Box' Hamburg, Ausstellung im 'Beach House' Westerland, Sylt
- 2023: Ausstellung 'Fisch gestrichen' im 'Glockenhof' Lüneburg
- 2024: Von UK kuratierte und gestaltete Ausstellung ' BEAT - Star-Club, Starpalast, Beat Band Ball' Kulturbäckerei Lüneburg
- 2024–2025: Gemeinschaftsausstellung 'Fabrik der Künste' Hamburg
- 2025: Buchveröffentlichung Cartoons, limitierte Edition "Reh per Bahn"

Quellen:
1. ↑  Charts DE